# Attalus I van Pergamon

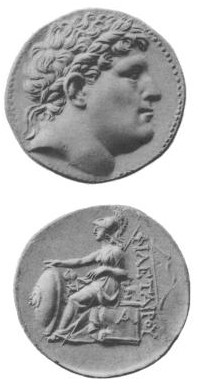
Munt geslagen tijdens de regering van Attalus I van Pergamon, met het hoofd van diens grootoom
Philetaerus aan de voorkant en een gezeten Athena, godin van oorlog en wijsheid aan de achterkant.

Attalus I was koning van Pergamon van 241 tot 197 v.Chr..
Hij was de neef van zijn voorganger Eumenes I, en was de eerste vertegenwoordiger van de dynastie der Attaliden die ook officieel de titel koning van Pergamon aannam.
Attalus I besloot zijn hoofdstad tot "het Athene van Klein-Azië" te maken.
Hij versloeg in 230 v.Chr. definitief de Galaten, die zijn voorganger veel hoofdbrekens hadden bezorgd. Deze overwinning leverde hem niet alleen de bijnaam Soter (d.i. Verlosser) op, ze bezorgde hem ook de feitelijke heerschappij over een groot deel van westelijk Klein-Azië, en stelde hem in de gelegenheid een totaal andere politiek te gaan voeren, gericht op het westen en op Rome. In de Tweede Macedonische Oorlog (200 – 197 v.Chr.) stuurde Attalus I aan op een Romeinse interventie tegen Macedonië. Hij werkte nadien samen met Rome tegen Philippus V, maar overleed kort voor de definitieve overwinning. Door zelf om deze interventie te vragen bracht hij Pergamon geleidelijk onder Romeinse invloed, haalde hij Rome in de Griekse wereld en luidde aldus het feitelijke einde in van de zelfstandige hellenistische diadochenrijken.
Attalus I legde de grondslagen van de culturele opgang van Pergamon, door letterkundigen, filosofen en kunstenaars aan te trekken en te steunen. Zijn overwinning op de Galaten liet hij op verschillende manieren vereeuwigen, onder meer door de oprichting van het Zeusaltaar (waarvan de beeldhouwwerken de Galaten symbolisch uitbeelden als giganten die het tegen de goden opnemen) en van het zegemonument van de zogenaamde Stervende Galliër, allebei hoogtepunten van de hellenistische kunst.